# Ферганский хребет
Ферганский хребет — горный хребет в Тянь-Шане. Протяженность 225 км с юго-востока на северо запад, хребет отделяет Ферганскую долину от Внутреннего Тянь-Шаня. На юго-востоке, где хребет наиболее приподнят, он примыкает к Торугартскому и Алайкуускому хребтам через перевал Сёок.
Хребет имеет асимметричное строение с длинными и пологими юго-западными склонами и крутыми северо-восточными склонами. К отрогам Ферганского хребта относятся хребты Бабаш-Ата, Сууган-Таш, Сёрюн-Дёбё и ряд других.
Склоны хребта расчленены ущельями рек Кара-Кульджа, Кара-Ункюр, Кулун, Жазы, Ала-Бука. Крупные озёра, относящиеся к хребту, — это Кулун, Кара-Суу.
На склонах хребта организованы особо охраняемые природные территории: Кулунатинский государственный заповедник, Государственный природный национальный парк Саймалуу-Таш, национальный парк Кара-Шоро и другие. Склоны покрыты темнохвойными и арчовыми лесами, выше которых расположены горные альпийские луга. На западных склонах Ферганского хребта в районе села Арсланбоб произрастают реликтовые ореховые леса — это один из четырёх массивов ореха и самый крупный в республике. В верхней части гор — 383 ледника.